# Formación Fazaouro
La formación Fazaouro es un relleno sedimentario fluvial-lacustre en el NE de la provincia de Lugo, en el lugar de los rangos de deposición prehistóricos de una supuesta glaciación sedimentaria. El área consiste en una topografía de valles y crestas, con una serie de pequeños montajes a aproximadamente noventa grados entre sí. La Formación Fazaouro desarrolla las cuencas actuales extintas y existentes que llenan el valle de Valadouro y Foz.

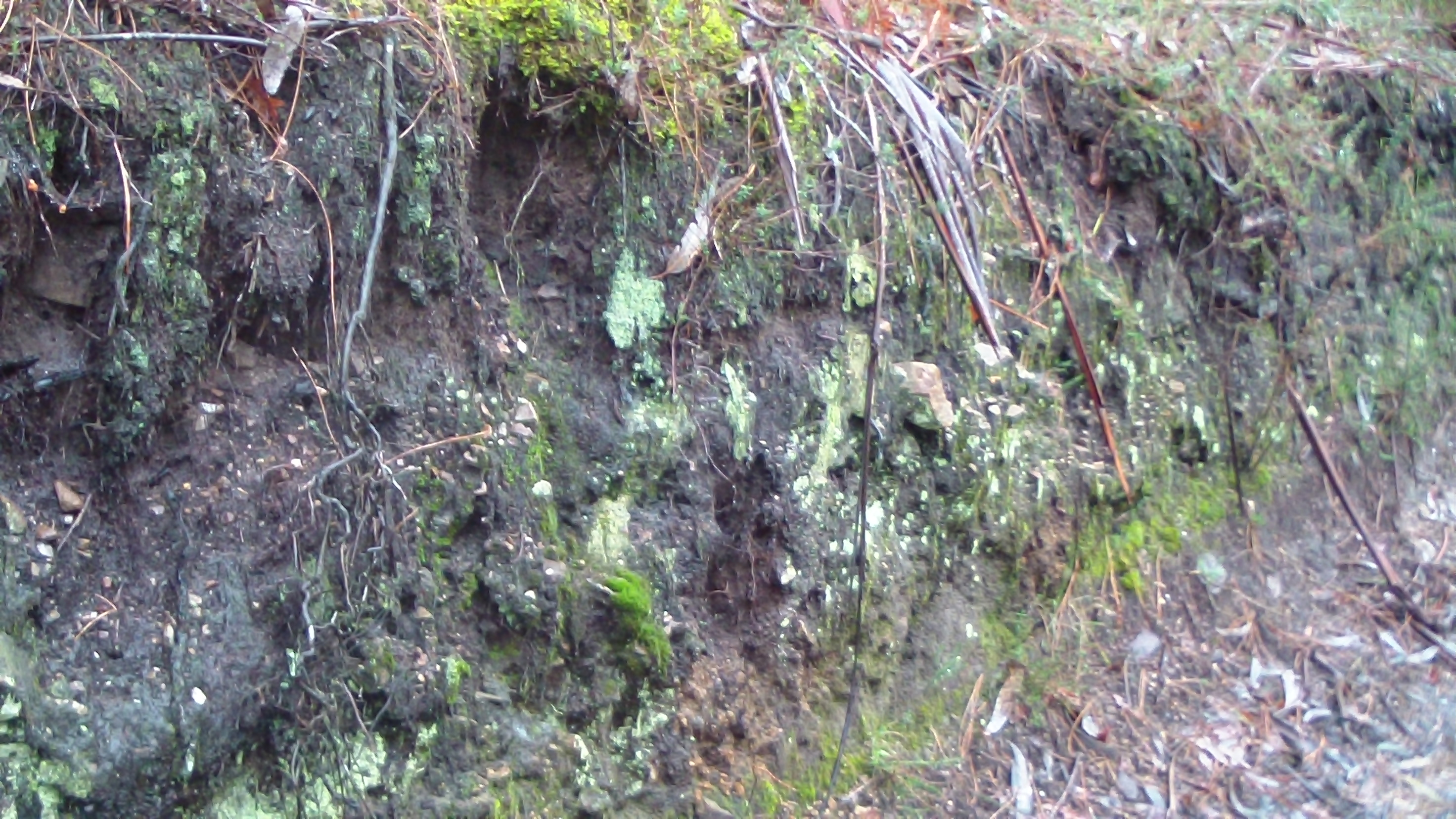
Capa reciente de la Formación Fazaouro, en Moucide, Valadouro, NE Galicia. Los rangos de formación se distribuyen entre Alfoz, Foz y Valadouro.